# Туманность
Тума́нность — участок межзвёздной среды, выделяющийся своим излучением или поглощением излучения на общем фоне неба. Ранее туманностями называли всякий неподвижный на небе протяжённый объект. В 1920-е годы выяснилось, что среди туманностей много галактик (например, Туманность Андромеды). После этого термин «туманность» стал пониматься более узко, в указанном выше смысле.
Туманности состоят из пыли, газа и плазмы.

## Исторические сведения
Первоначально туманностями в астрономии называли любые неподвижные протяжённые (диффузные) светящиеся астрономические объекты, включая звёздные скопления или галактики за пределами Млечного Пути, которые не удавалось разрешить на звёзды. Некоторые примеры такого использования сохранились до сих пор. Например, галактику Андромеды часто называют «туманностью Андромеды».
Эдмунд Галлей был одним из первых, кто привлёк внимание астрономов к туманностям. В статье 1715 года он уже утверждал, что это самосветящиеся космические объекты (а не уплотнения небесной тверди, отражающие солнечный свет, как допускали многие). Учёный также сделал и далеко идущее заключение, что таких объектов во Вселенной, «без сомнения», много больше и «они не могут не занимать огромных пространств, быть может, не менее, чем вся наша Солнечная система». В статье упоминались такие объекты, как туманность Ориона, галактика Андромеды, шаровое скопление ω Центавра (открытое в 1677 году Галлеем), а также скопление Дикая Утка.
Шарль Мессье, интенсивно занимавшийся поиском комет, составил в 1787 году каталог неподвижных диффузных объектов, похожих на кометы. В каталог Мессье попали как собственно туманности, так и другие объекты — галактики (например, упомянутая выше галактика Андромеды — М 31) и шаровые звёздные скопления (M 13 — скопление Геркулеса).
Представление о природе туманностей долгое время оставалось неопределённым. Гершель, посвятивший изучению туманностей немалую часть своей карьеры астронома, неоднократно менял свои представления об их природе, считая их то какой-то формой светящихся флюидов, то отдалёнными звёздными скоплениями, которые пока невозможно разрешить на отдельные звёзды, то облаками хаотческого материала, из которых формируются звёзды. К 1791 году он пришёл к заключению, что туманности имеют разную природу. Объект, ныне именуемый NGC 1514, имел почти круглую форму (планетарная туманность), почти однородную яркость, кроме самого центра, где наблюдалась яркая точка. При галактическом истолковании пришлось бы допустить, что составляющие туманность звёзды невероятно слабы, либо что центральный объект туманности — не звезда, а нечто, немыслимое по размерам и светимости. Исходя из принципа Оккама, Гершель заявил, что центральная точка является обычной звездой, зато остальная часть туманности диффузна, и не имеет звёздной природы. Правильная форма туманности убеждала его, что центральная звезда удерживала её своей гравитацией и придавала ей форму. Постепенно Гершель пришёл к выводу, что в подобных объектах продолжается творение звёзд из диффузного вещества. Эти взгляды были развиты в серии статей, выходивших в 1791—1811 годах.
Однако после смерти Уильяма Гершеля под влиянием представлений его сына, астронома Джона Гершеля, укрепилось мнение о том, что туманности состоят из неразрешимых существующими телескопами скоплений отдалённых звёзд. Это представление было усилено сделанным в 1845 году заявлением Уильяма Парсонса, который якобы разрешил на отдельные звёзды Туманность Ориона.
В 1865 году Уильям Хаггинс и Уильям Миллер показали, что планетарные туманности, такие как Кошачий Глаз, Кольцо и Гантель имеют линейчатый эмиссионный спектр, что говорит о том, что они состоят из разогретых газов: были обнаружены линии, соответствующие водороду и азоту. Это исключило возможность того, что диффузные туманности, подобные рассмотренным, состоят из отдалённых звёзд. Другие же объекты, такие как шаровое скопление Геркулеса и спиральная Туманность Андромеды имели тусклые спектры, похожие на спектры звёзд, без эмиссионных линий.
В спектрах туманностей, полученных Хаггинсом и Миллером, обнаружилась зелёная линия излучения, не соответствовавшая ни одному известному элементу. В 1898 году Маргарет, жена Хаггинса, предложила термин небулий для обозначения предполагаемого нового вещества. Лишь позже было установлено, что эти линии соответствуют запрещённым переходам в атомах двукратно ионизированного кислорода.
Опубликованная в 1865 году статья Хаггинса, озаглавленная «О спектре Большой туманности в рукояти Меча Ориона», доказала ошибочность наблюдений Уильяма Парсонса. Спектр туманности с эмиссионными линиями не отличался от спектра планетарных туманностей, что говорило о том, что она представляет собой газовое облако.
По мере развития астрономии и разрешающей способности телескопов, понятие «туманность» всё более уточнялось: часть «туманностей» была идентифицирована как звёздные скопления, были обнаружены тёмные (поглощающие) газопылевые туманности и, наконец, в 1920-х годах, сначала Лундмарку, а затем и Хабблу, удалось разрешить на звёзды периферийные области ряда галактик и тем самым установить их природу. С этого времени термин «туманность» употребляется в приведённом выше смысле.

## Типы туманностей
Первичный признак, используемый при классификации туманностей — поглощение, или же излучение либо рассеивание ими света, то есть по этому критерию туманности делятся на тёмные и светлые. Первые наблюдаются благодаря поглощению излучения расположенных за ними источников, вторые — благодаря собственному излучению или же отражению (рассеиванию) света расположенных рядом звёзд. Природа излучения светлых туманностей, источники энергии, возбуждающие их излучение, зависят от их происхождения и могут иметь разнообразную природу; нередко в одной туманности действуют несколько механизмов излучения.
Деление туманностей на газовые и пылевые в значительной степени условно: все туманности содержат и пыль, и газ. Такое деление исторически обусловлено различными способами наблюдения и механизмами излучения: наличие пыли наиболее ярко наблюдается при поглощении тёмными туманностями излучения расположенных за ними источников и при отражении или рассеивании, или переизлучении, содержащейся в туманности пылью излучения расположенных поблизости или в самой туманности звёзд; собственное излучение газовой компоненты туманности наблюдается при её ионизации ультрафиолетовым излучением расположенной в туманности горячей звезды (эмиссионные области H II ионизированного водорода вокруг звёздных ассоциаций или планетарные туманности) или при нагреве межзвёздной среды ударной волной вследствие взрыва сверхновой или воздействия мощного звёздного ветра звёзд типа Вольфа — Райе.

### Тёмные туманности
Тёмные туманности представляют собой плотные (обычно молекулярные) облака межзвёздного газа и межзвёздной пыли, непрозрачные из-за межзвёздного поглощения света пылью. Обычно они видны на фоне светлых туманностей. Реже тёмные туманности видны прямо на фоне Млечного Пути. Таковы туманность Угольный Мешок и множество более мелких, называемых гигантскими глобулами.
Межзвёздное поглощение света Av в тёмных туманностях колеблется в широких пределах, от 1—10m до 10—100m в наиболее плотных. Строение туманностей с большими Av поддаётся изучению только методами радиоастрономии и субмиллиметровой астрономии, в основном по наблюдениям молекулярных радиолиний и по инфракрасному излучению пыли. Часто внутри тёмных туманностей обнаруживаются отдельные уплотнения с Av до 10 000m, в которых, по-видимому, формируются звёзды.
В тех частях туманностей, которые полупрозрачны в оптическом диапазоне, хорошо заметна волокнистая структура. Волокна и общая вытянутость туманностей связаны с наличием в них магнитных полей, затрудняющих движение вещества поперёк силовых линий и приводящих к развитию ряда видов магнитогидродинамических неустойчивостей. Пылевой компонент вещества туманностей связан с магнитными полями из-за того, что движущиеся пылинки электрически заряжены.

### Отражательные туманности
Отражательные туманности являются газово-пылевыми облаками, подсвечиваемыми звёздами. Если звезда (звёзды) находятся в межзвёздном облаке или рядом с ним, но недостаточно горяча (горячи), чтобы ионизовать вокруг себя значительное количество межзвёздного водорода, то основным источником оптического излучения туманности оказывается свет звёзд, рассеиваемый межзвёздной пылью. Примером таких туманностей являются туманности вокруг ярких звёзд в скоплении Плеяды.
Большинство отражательных туманностей расположено вблизи плоскости Млечного Пути. В ряде случаев наблюдаются отражательные туманности на высоких галактических широтах. Это газово-пылевые (часто молекулярные) облака различных размеров, формы, плотности и массы, подсвечиваемые совокупным излучением звёзд диска Млечного Пути. Они трудны для изучения из-за очень низкой поверхностной яркости (обычно много слабее фона неба). Иногда, проецируясь на изображениях галактик, они приводят к появлению на фотографиях галактик несуществующих в действительности деталей — хвостов, перемычек и т. п.
Некоторые отражательные туманности имеют кометообразный вид и называются кометарными. В «голове» такой туманности находится обычно переменная звезда типа T Тельца, освещающая туманность. Такие туманности нередко имеют переменную яркость, отслеживая (с запаздыванием на время распространения света) переменность излучения освещающих их звёзд. Размеры кометарных туманностей обычно малы — сотые доли парсека.
Редкой разновидностью отражательной туманности является так называемое световое эхо, наблюдавшееся после вспышки новой звезды 1901 года в созвездии Персея. Яркая вспышка новой звезды подсветила пыль, и несколько лет наблюдалась слабая туманность, распространявшаяся во все стороны со скоростью света. Кроме светового эха, после вспышек новых звёзд образуются газовые туманности, подобные остаткам вспышек сверхновых звёзд.
Многие отражательные туманности имеют тонковолокнистую структуру — систему почти параллельных волокон толщиной в несколько сотых или тысячных долей парсека. Происхождение волокон связано с желобковой или перестановочной неустойчивостью в туманности, пронизанной магнитным полем. Волокна газа и пыли раздвигают силовые линии магнитного поля и внедряются между ними, образуя тонкие нити.
Изучение распределения яркости и поляризации света по поверхности отражательных туманностей, а также измерение зависимости этих параметров от длины волны позволяют установить такие свойства межзвёздной пыли, как альбедо, индикатрису рассеяния, размер, форму и ориентацию пылинок.

### Туманности, ионизованные излучением (Эмиссионные)
Туманности, ионизованные излучением, — участки межзвёздного газа, сильно ионизованного излучением звёзд или других источников ионизующего излучения. Самыми яркими и распространёнными, а также наиболее изученными представителями таких туманностей являются области ионизированного водорода (зоны H II). В зонах H II вещество практически полностью ионизовано и нагрето до температуры порядка 10 000 К ультрафиолетовым излучением находящихся внутри них звёзд. Внутри зон H II всё излучение звезды в лаймановском континууме перерабатывается в излучение в линиях субординатных серий, в соответствии с теоремой Росселанда. Поэтому в спектре диффузных туманностей очень яркие линии Бальмеровской серии, а также линия Лайман-альфа. Лишь разреженные зоны H II низкой плотности ионизованы излучением звёзд, в т. н. корональном газе.
К туманностям, ионизованным излучением, относятся также так называемые зоны ионизованного углерода (зоны C II), в которых углерод практически полностью ионизирован светом центральных звёзд. Зоны C II обычно расположены вокруг зон H II в областях нейтрального водорода (H I) и проявляют себя по рекомбинационным радиолиниям углерода, аналогичным рекомбинационным радиолиниям водорода и гелия. Зоны C II наблюдаются также в инфракрасной линии C II (λ = 156 мкм). Для зон C II характерны низкая температура 30—100 К и малая степень ионизации среды в целом: Ne/N < 10−3, где Ne и N — концентрации электронов и атомов. Зоны C II возникают из-за того, что потенциал ионизации углерода (11,8 эВ) меньше, чем у водорода (13,6 эВ). Излучение звёзд с энергией фотонов от 11,8 эВ до 13,6 эВ (λ = 1108...912 Å) выходит за пределы зоны H II в область H I, сжатую ионизационным фронтом зоны H II, и ионизует там углерод. Зоны C II возникают также вокруг звёзд спектральных классов B1—B5, находящихся в плотных участках межзвёздной среды. Такие звёзды практически не способны ионизовать водород и не создают заметных зон H II.
Туманности, ионизованные излучением, возникают также вокруг мощных рентгеновских источников в Млечном Пути и в других галактиках (в том числе в активных ядрах галактик и квазарах). Для них часто характерны более высокие температуры, чем в зонах H II, и более высокая степень ионизации тяжёлых элементов.

#### Планетарные туманности
Разновидностью эмиссионных туманностей являются планетарные туманности, образованные верхними истекающими слоями атмосфер звёзд; обычно это оболочка, сброшенная звездой-гигантом. Туманность расширяется и светится в оптическом диапазоне. Первые планетарные туманности были открыты У. Гершелем около 1783 года и названы так за их внешнее сходство с дисками планет. Однако далеко не все планетарные туманности имеют форму диска: многие имеют форму кольца или симметрично вытянуты вдоль некоторого направления (биполярные туманности). Внутри них заметна тонкая структура в виде струй, спиралей, мелких глобул. Скорость расширения планетарных туманностей — 20—40 км/с, диаметр — 0,01—0,1 пк, типичная масса — около 0,1 M⊙, время жизни — около 10 тыс. лет.

### Туманности, созданные ударными волнами
Разнообразие и многочисленность источников сверхзвукового движения вещества в межзвёздной среде приводят к большому количеству и разнообразию туманностей, созданных ударными волнами. Обычно такие туманности недолговечны, так как исчезают после исчерпания кинетической энергии движущегося газа.
Основными источниками сильных ударных волн в межзвёздной среде являются взрывы звёзд — сбросы оболочек при вспышках сверхновых и новых звёзд, а также звёздный ветер (в результате действия последнего образуются т. н. пузыри звёздного ветра). Во всех этих случаях имеется точечный источник выброса вещества (звезда). Созданные таким образом туманности имеют вид расширяющейся оболочки, по форме близкой к сферической.
Выбрасываемое вещество имеет скорости порядка сотен и тысяч км/с, поэтому температура газа за фронтом ударной волны может достигать многих миллионов и даже миллиардов градусов.
Газ, нагретый до температуры несколько миллионов градусов, излучает главным образом в рентгеновском диапазоне как в непрерывном спектре, так и в спектральных линиях. В оптических спектральных линиях он светится очень слабо. Когда ударная волна встречает неоднородности межзвёздной среды, она огибает уплотнения. Внутри уплотнений распространяется более медленная ударная волна, вызывающая излучение в спектральных линиях оптического диапазона. В результате возникают яркие волокна, хорошо заметные на фотографиях. Основной ударный фронт, обжимая сгусток межзвёздного газа, приводит его в движение в сторону своего распространения, но с меньшей, чем у ударной волны, скоростью.

#### Остатки сверхновых и новых звёзд
Наиболее яркие туманности, созданные ударными волнами, вызваны взрывами сверхновых звёзд и называются остатками вспышек сверхновых звёзд. Они играют очень важную роль в формировании структуры межзвёздного газа. Наряду с описанными особенностями для них характерно нетепловое радиоизлучение со степенным спектром, вызванное релятивистскими электронами, ускоряемыми как в процессе взрыва сверхновой, так и позже пульсаром, обычно остающимся после взрыва. Туманности, связанные со взрывами новых звёзд, малы, слабы и недолговечны.

#### Туманности вокруг звёзд Вольфа — Райе
Другой тип туманностей, созданных ударными волнами связан со звёздным ветром от звёзд Вольфа — Райе. Эти звёзды характеризуются очень мощным звёздным ветром с потоком массы {\displaystyle \approx 10^{-5}M_{\odot }} в год и скоростью истечения 1⋅103—3⋅103 км/с. Они создают туманности размером в несколько парсек с яркими волокнами на границе астросферы такой звёзды. В отличие от остатков вспышек сверхновых звёзд, радиоизлучение этих туманностей имеет тепловую природу. Время жизни таких туманностей ограничено продолжительностью пребывания звёзд в стадии звезды Вольфа — Райе и близко к 105 лет.

#### Туманности вокруг O-звёзд
Аналогичны по свойствам туманностям вокруг звёзд Вольфа — Райе, но образуются вокруг наиболее ярких горячих звёзд спектрального класса О — Of, обладающих сильным звёздным ветром. От туманностей, связанных со звёздами Вольфа — Райе, они отличаются меньшей яркостью, бо́льшими размерами и, видимо, большей продолжительностью жизни.

#### Туманности в областях звездообразования
Ударные волны меньших скоростей возникают в областях межзвёздной среды, в которых
происходит звездообразование. Они приводят к нагреву газа до сотен и тысяч градусов, возбуждению молекулярных уровней, частичному разрушению молекул, нагреву пыли. Такие ударные волны видны в виде вытянутых туманностей светящихся преимущественно в инфракрасном диапазоне. Ряд таких туманностей обнаружен, например, в очаге звездообразования, связанном с туманностью Ориона.